# الموسيقى الحاسوبية
الموسيقى الحاسوبية هي ذلك النوع من الموسيقى التي يتم صناعتها بالاستعانة بالتقنيات الحاسوبية لمساعدة الملحنين على تأليف موسيقى جديدة، أو لتمكين الحواسيب من تأليف الموسيقى بشكل مستقل، كما هو الحال مع برامج التأليف الخوارزمي. تعتمد الموسيقى الحاسوبية على تطبيق نظريات وتقنيات برمجيات الحاسوب الجديدة والموجودة، بالإضافة إلى الجوانب الأساسية لصناعة الموسيقى، مثل توليف الصوت، ومعالجة الإشارات الرقمية، وتصميم الصوت، وانتشار الصوت، وعلم الصوتيات، والهندسة الكهربائية، وعلم النفس الصوتي. تعود الموسيقى الحاسوبية بجذورها إلى نشأة الموسيقى الإلكترونية، والتجارب والابتكارات الأولى في الآلات الإلكترونية في مطلع القرن العشرين.

## التاريخ
تستند الموسيقى الحاسوبية إلى العلاقة الوطيدة في الأصل ما بين الموسيقى وعلم الرياضيات، والتي لاحظها الإغريق القدماء، عندما وصفوا ما يُسمى بتناغم الكرات. وقد أنشئت أولى أشكال الموسيقى الحاسوبية لأول مرة في أستراليا عام 1950 باستخدام الحاسوب الآلي للبحوث العلمية والصناعية في الكومنولث. هناك تقارير صحفية صدرت في كل من المملكة المتحدة والولايات المتحدة أشارت إلى وجود أشكال من الموسيقى الحاسوبية في وقت سابق لظهورها في أستراليا، إلا أن الأبحاث الحديثة المُعمّقة دحضت هذا الادعاء لعدم وجود أدلة يدعمه، فقد كان الناس يعتقدون بقُدرة الحواسب على تأليف الموسيقى منذ بداية ظهورها، رُبّما لأنّها كانت تُصدر أصواتًا، ولكن لا توجد أدلى موثّقة على ظهور الموسيقى الحاسوبية قبل عام 1950. كان أول حاسوب في العالم يُشغّل الموسيقى هو الحاسوب الآلي للبحوث العلمية والصناعية في الكومنولث، والذي صممه كل من تريفور بيرسي وماستون بيرد في أواخر أربعينيات القرن العشرين، ثُم برمجه عالم الرياضيات جيف هيل في أوائل خمسينيات القرن العشرين لتشغيل ألحان موسيقية شهيرة. وفي عام ١٩٥٠، استُخدم الحاسوب الآلي للبحوث العلمية والصناعية في الكومنولث لتشغيل الموسيقى، ليكون بذلك أول جهاز رقمي يُستخدم لهذا الغرض. لم تُسجل تلك المقطوعة الموسيقية الرقمية في ذلك الوقت، ولكن أُعيد بناؤها بدقة. وفي عام ١٩٥١، شغّل الجهاز علنًا مقطوعة مارش الكولونيل بوجي بعد إعادة بنائها. تمتع الحاسوب الآلي للبحوث العلمية والصناعية في الكومنولث بذخيرة موسيقية قياسية، ولكنه لم يُستخدم لتوسيع نطاق التفكير الموسيقي أو ممارسة التأليف الموسيقي، على عكس ماكس ماثيوز، الذي أصبح رائدًا من رواد الموسيقى الحاسوبية الحالية.
كان النشيد الوطني البريطاني هو أول مقطوعة موسيقية حاسوبيّة تُعزف في إنجلترا على يد كريستوفر ستراتشي الذي برمجها على جهاز حاسوب مانشستر الإلكتروني في أواخر عام 1951. وفي وقت لاحق من ذلك العام، سجّلت وحدة البث الخارجي التابعة لهيئة الإذاعة البريطانية مقتطفات قصيرة من ثلاث مقطوعات موسيقية حاسوبية، وهي النشيد الوطني البريطاني، وأغنية الأطفال با، با، الخروف الأسود، وأغنية إن ذا مود، ويُعتبر هذا أقدم تسجيل حاسوبي لتشغيل الموسيقى، إذ لم تكُن الموسيقى التي عُزفت باستخدام الحاسوب الآلي للبحوث العلمية والصناعية في الكومنولث قد سُجّلت، ولا يزال هذا التسجيل متاحًا حتى الآن ويُمكن الاستماع إليه على الموقع الإلكتروني لجامعة مانشستر. قام باحثون في جامعة كانتربري في كرايستشيرش، بفك تشفير هذا التسجيل واستعادته في عام 2016، وأصبح مُتاحًا ويُمكن الاستماع عليه أيضًا من خلال موقع ساوند كلاود.
شهدت خمسينيات القرن العشرين مرحلة أخرى جديدة في تطوّر الموسيقى الحاسوبية مع بداية ظهور التوليف الرقمي للصوت باستخدام الحاسوب، وبرامج التأليف الخوارزمي التي تتجاوز مجرد التشغيل التلقائي للموسيقى. عمل الكيميائيان الموسيقيان ليجارين هيلر وليونارد إيزاكسون، من بين رواد آخرين، على سلسلة من تجارب التأليف الخوارزمي للموسيقى بدءًا من عام 1956 واستمرت تجاربهم عام 1959، وقد ظهرت نتائج هذه التجارب في العرض الموسيقي الأول لموسيقى إليك سوت رباعية الأوتار عام 1957. طور ماكس ماثيوز بعد ذلك في مختبرات بيل برنامج ميوزك-إن وعائلته، مما زاد من شعبية الموسيقى الحاسوبية بعد أن نُشر عن البرنامج مقالًا في مجلة ساينس عام 1963. كان جيمس تيني هو أول ملحن موسيقي محترف يستخدم التوليف الموسيقي الرقمي عندما أنشأ سلسلة من المقطوعات الموسيقية المركبة رقميًا والمؤلفة خوارزميًا في مختبرات بيل باستخدام برنامج ميوزك-إن 3 الذي طوره ماثيوز بدءًا من عام 1961. غادر جيمس تيني مختبرات بيل عام 1964، ثُم حل محله الملحن جان كلود ريسيه، والذي أجرى أبحاثًا حول توليف الأجراس الموسيقية الآلية وألف مقطوعة موسيقية بعنوان «كمبيوتر سويت» صدرت ضمن ألبوم ليتل بوي عام 1968. لم تكن برامج الموسيقى الحاسوبية المبكرة تعمل عادةً في الوقت الفعلي، على الرغم من أن التجارب الأولى التي أجريت باستخدام الحاسوب الآلي للبحوث العلمية والصناعية في الكومنولث وحاسوب مانشستر الإلكتروني كانت تعمل في الوقت الفعلي. تطورت البرمجة بشكل متزايد منذ أواخر خمسينيات القرن العشرين، وكان على البرامج أن تظل تعمل لعدة ساعات أو أيام على حواسيب بملايين الدولارات، لإنشاء مقطوعة موسيقية مدتها بضع دقائق فقط. ومن بين الطُرق التي استُخدمت لعلاج هذه المُشكلة استخدام نظام هجين للتحكم الرقمي في مُركِّب صوتي تناظري، وكان نظام غروف الذي طوره ماكس ماثيوز عام 1969، ونظام ميوزيس الذي طوره لبيتر زينوفييف في نفس العام أيضًا من بين الأمثلة المبكرة على ذلك، ولاتزال هذه الأنظمة مُستخدمة حتى الآن، بشكل جزئي في الأبحاث الموسيقية حول جوهر الصوت وشكله (ومن الأمثلة الدالة على ذلك الدراسة التي أجراها هيلر وإيزاكسون في أوربانا بولاية إلينوي في الولايات المتحدة الأمريكية، والدراسة التي أجراها إيانيس زيناكيس في باريس بفرنسا وبيترو غروسي في فلورنسا بإيطاليا). أُجريت أولى التجارب الموسيقية الحاسوبية في مايو (أيار) 1967 على يد استوديو إس 2 إف إم في مدينة فلورنسا بإيطاليا بالتعاون مع شركة جنرال إلكتريك لأنظمة المعلومات. استخدم جروسي في هذه التجربة جهاز أوليفيتي-جنرال إلكتريك كمؤدٍّ، كما استعان بثلاثة برامج كتبها المُبرمج ومهندس الحاسوب فيروتشيو زوليان لإجراء هذه التجارب، وقد استخدمت لعزف أعمال باخ وباغانيني وفبرن، ولدراسة هياكل صوتية جديدة.

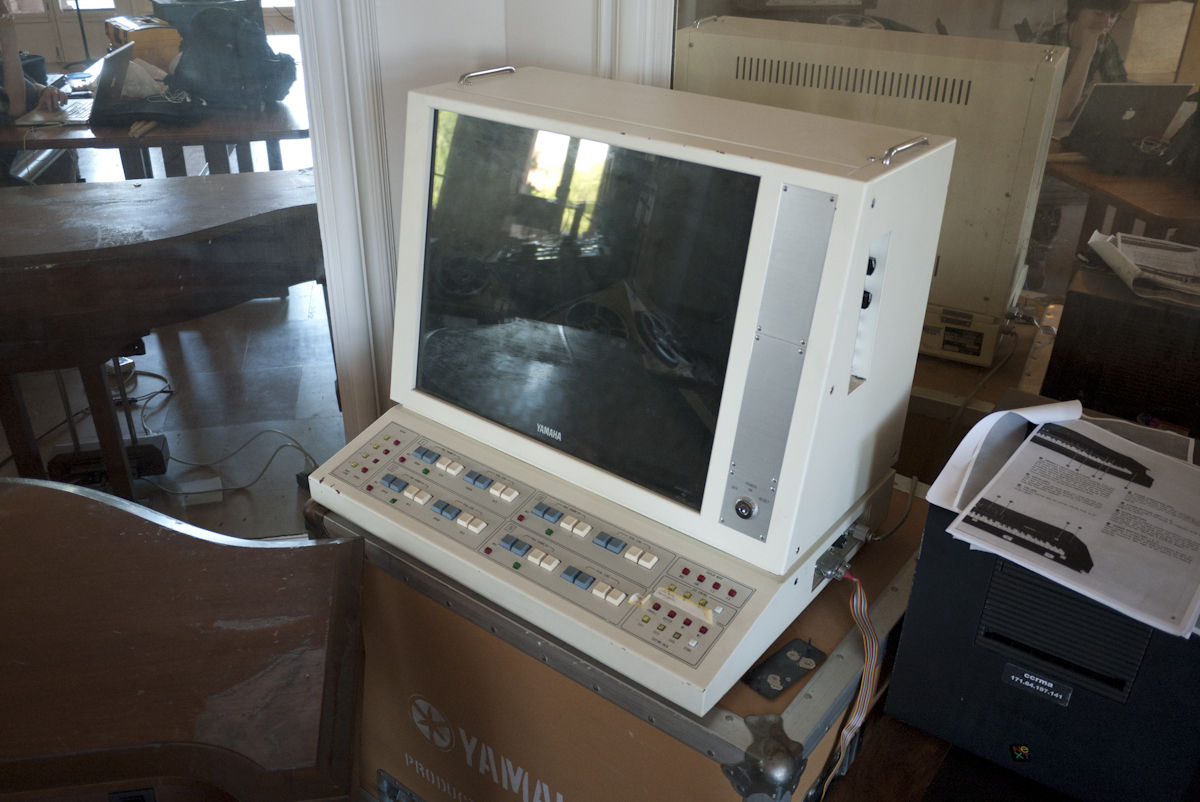
الحاسوب البرمجي الذي استُخدم لجهاز توليف التردد الراديوي الأول، والذي طورته من شركة ياماها بالتعاون مع جامعة ستانفورد.

أتاح عمل جون تشاونينج على توليف الترددات الراديوية بين ستينيات وسبعينيات القرن العشرين توليفًا رقميًا أكثر كفاءة للموسيقى الحاسوبية، مما أدى في النهاية إلى تطوير مُركِّب الصوت الرقمي ياماها دي إكس 7، القائم على توليف الترددات الراديوية، والذي طُرِح عام ١٩٨٣.

### في اليابان
تعود أولى تجارب الموسيقى الحاسوبية في اليابان إلى عام ١٩٦٢، عندما أجرى سيكيني الذي كان يعمل أستاذا بجامعة كيو، وهاياشي والذي كان مهندسا في شركة توشيبا، تجربةً على حاسوب توسباك، وقد أسفرت هذه التجربة عن إنشاء مقطوعة موسيقية حاسوبية أطلقا عليها اسم «توسباك سويت» متأثرين بمقطوعة إلياك سويت. تضمنت المؤلفات الموسيقية الحاسوبية اليابانية اللاحقة مقطوعة لكينجيرو إيزاكي عُرضت خلال معرض أوساكا إكسبو ٧٠، و مقطوعة موسيقية صدرت عام ١٩٧٤ للناقد الموسيقي أكيميتشي تاكيدا بعنوان «بانوراما سونور».
كان الموسيقي الياباني كينجيرو إيزاكي قد نشر مقالًا في عام 1970 بعنوان «الموسيقى المعاصرة وأجهزة الحاسوب»، ومنذ ذلك الحين، أُجريت العديد من الأبحاث اليابانية حول الموسيقى الحاسوبية، والتي كانت تستغل إلى حد كبير لأغراض تجارية في إنتاج أنواعا من الموسيقى الشعبية، على الرغم من أن بعض الموسيقيين اليابانيين الأكثر جدية استخدموا أنظمة حاسوبية كبيرة مثل حاسوب فيرلايت في سبعينيات القرن العشرين.
في أواخر سبعينيات القرن العشرين، أصبحت هذه الأنظمة تجارية، بما في ذلك أنظمة مثل مثل الحاسوب الصغري رولاند إم سي-8 الذي صدر عام 1978، والذي يستخدم نظامًا قائم على المعالج الصغري للتحكُّم في مُركِّب تناظري. وبالإضافة إلى حاسوب ياماها دي إكس 7، فقد فتح ظهور الرقائق الرقمية غير المكلفة وأجهزة الحواسب الصغرية الباب أمام إنشاء الموسيقى الحاسوبية في الوقت الفعلي. في ثمانينيات القرن العشرين، تم تثبيت رقائق صوتية لتركيب مولف التردد الراديوي على أجهزة الحواسب الشخصية اليابانية مثل حاسوب إن إي سي-88 الشخصي، وتميزت هذه الأجهزة بلغات برمجة صوتية مثل لغة إم إم إل، وبواجهات الآلات الموسيقية الرقمية، والتي كانت تُستخدم غالبًا لإنتاج موسيقى ألعاب الفيديو أو موسيقى تشيبتون. وبحلول أوائل تسعينيات القرن العشرين، وصل أداء أجهزة الحواسب القائمة على المعالجات الصغرية إلى النقطة التي أصبح فيها توليد الموسيقى الحاسوبية في الوقت الفعلي باستخدام برامج وخوارزميات أكثر عمومية ممكنًا.

### في القرن الحادي والعشرين
أثّر التقدم الهائل الذي حدث في قوة الحوسبة وبرامج معالجة الوسائط الرقمية بشكل كبير على طريقة إنتاج الموسيقى الحاسوبية وأدائها، إذ تتمتع الحواسيب الدقيقة من الجيل الحالي بقوة كافية لإجراء توليف صوتي متطور للغاية باستخدام مجموعة واسعة من الخوارزميات والأساليب. أصبحت أنظمة وأساليب الموسيقى الحاسوبية منتشرة في كل مكان، وهي متأصلة بقوة في عملية إنتاج الموسيقى لدرجة أننا لا نفكر فيها كثيرًا: أصبحت أجهزة التوليف والمزج الرقمية ووحدات المؤثرات الحاسوبية شائعة الاستخدام جدًا في التأليف الموسيقي اليوم لدرجة أن استخدام التقنيات الرقمية بدلًا من التناظرية لإنشاء وتسجيل الموسيقى أصبح هو القاعدة، وليس الاستثناء.

## الأبحاث
شهد مجال الموسيقى الحاسوبية نشاطًا بحثيا ملحوظًا، حيث عني الباحثون بالبحث عن أساليب جديدة ومثيرة للاهتمام للتوليف والتأليف والأداء الحاسوبي. في جميع أنحاء العالم هناك العديد من المنظمات والمؤسسات المخصصة في مجال دراسة الموسيقى الإلكترونية والحاسوبية والبحث فيها، ومن أبرز هذه المؤسسات مركز الأبحاث الحاسوبية في الموسيقى والصوتيات التابع لجامعة ستانفورد بالولايات المتحدة الأمريكية، والرابطة الدولية للموسيقى الحاسوبية، ومركز الموسيقى الرقمية، وجمعية الموسيقى الكهروصوتية في الولايات المتحدة الأمريكية، والمجتمع الكندي للموسيقى الكهروصوتية، إلى جانب عدد كبير من مؤسسات التعليم العالي في جميع أنحاء العالم.